# Spansk kortlek

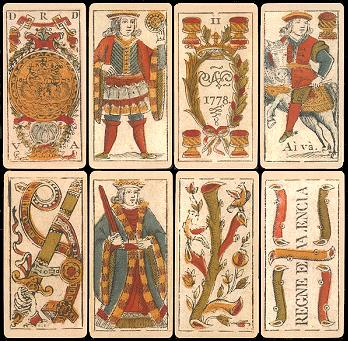
Spansk kortlek, troligen från Valencia 1775

En spansk kortlek (baraja española) har fyra sviter: "oros" (guld), "bastos" (påk), "espadas" (svärd) och "copas" (bägare). Sviterna påminner om tarotkortens sviter: mynt (pentagram), stavar, svärd och bägare. Kortleken består av 40 eller 48 kort. Varje svit är numrerad 1-7 eller 1-9 samt 10-12, där de tre högsta korten är klädda och består av knekt, ryttare och kung.